# Līga Meņģelsone
Līga Meņģelsone (ur. 1972) – łotewska działaczka gospodarcza, menedżer i przedsiębiorca, w latach 2011–2022 dyrektor generalny Łotewskiej Konfederacji Pracodawców (LDDK), w latach 2022–2023 minister zdrowia.

## Życiorys
Absolwentka zarządzania kulturą na Łotewskiej Akademii Kultury (1996). W 1999 uzyskała dyplom ukończenia studiów zawodowych na wydziale ekonomii i zarządzania Uniwersytetu Łotwy w Rydze. Zajmowała stanowiska dyrektora agencji informacyjnej „BNS-Latvija” i wydawnictwa „Dienas Žurnāli”, a także prezesa zarządu przedsiębiorstwa News Media Group. Później kierowała działem rozwoju i marketingu w zrzeszeniu instytucji kultury w Rydze. W 2011 powołana na dyrektora generalnego Łotewskiej Konfederacji Pracodawców. Powoływana w skład różnych gremiów eksperckich i doradczych, została też m.in. członkinią rady dyrektorów organizacji BusinessEurope.
W grudniu 2022 w nowo powołanym drugim rządzie Artursa Krišjānisa Kariņša z rekomendacji Zjednoczonej Listy objęła stanowisko ministra zdrowia. Urząd ten sprawowała do września 2023.